# Pufferwagen

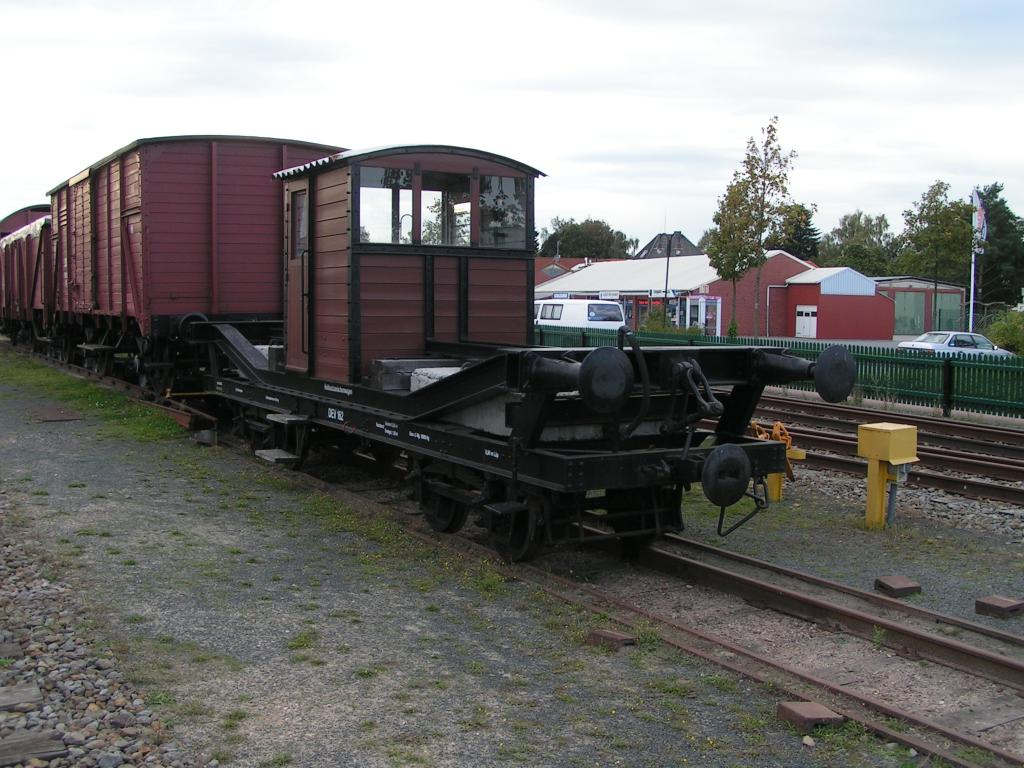
Pufferwagen der Museumseisenbahn Bruchhausen-Vilsen

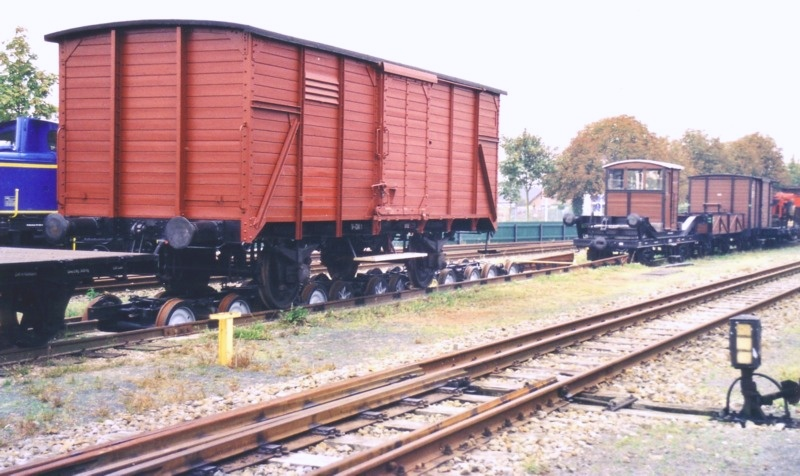
Aufbocken in der Rollbockanlage, im Hintergrund ein bereitstehender Pufferwagen

Ein Pufferwagen ist ein schmalspuriger Eisenbahnwagen, der sowohl über schmalspurige als auch über normalspurige Kupplungsvorrichtungen verfügt und beim Betrieb mit Rollböcken eingesetzt wird.
Auch als Pufferwagen werden bei Seilrangieranlagen spezielle seilgeführte Rangierfahrzeuge bezeichnet.

## Beschreibung
Beim Rollbockbetrieb bilden die aufgebockten Wagen eine eigene Wagengruppe im Schmalspurzug, der mit dem schmalspurigen Teil des Zuges gekuppelt werden muss. Ursprünglich erfolgte dies mit einer langen Kuppelstange, die am einen Ende in den Kupplungshaken des Normalspurwagens mit der anderen in den Kupplungstrichter des Schmalspurwagens eingehängt war. Die Handhabung dieser Kuppelstangen war schwierig und unfallträchtig und es kam nicht selten zu Unfällen beim Rangieren, bei denen sich die höher liegenden Puffer eines Normalspurwagens in ein Schmalspurfahrzeug bohrten.
Um diesen Problemen abzuhelfen, wurden vor allem in den Jahren nach dem Zweiten Weltkrieg aus nicht mehr benötigten Güterwagen Pufferwagen gebaut. Hierbei wurden die Vorder- und Rückwände des Wagens mit am Wagenkasten verschweißten Stahlplatten verstärkt, an die wiederum Kupplungshaken und Puffer angeschraubt wurden. Zusätzlich eingebaute Ballastgewichte sollten ein Entgleisen durch die Schubkraft der schwereren Normalspurwagen verhindern.
Beim Einsatz von luftgebremsten Rollböcken reicht ein Pufferwagen aus. Werden dagegen ungebremste Rollböcke benutzt, müssen je nach Zuglänge mehrere Pufferwagen im Zugverband verteilt werden.
Neben ihrer eigentlichen Funktion wurden die Pufferwagen häufig für weitere Zwecke genutzt, z. B. durch Einbau eines Zugführer-Abteils, Mitführung von Winden zum Aufgleisen von Fahrzeugen oder zum Transport von Gepäck oder Stückgut. Im Bahnbetrieb nach den internationalen UIC-Richtlinien können die Pufferwagen nicht eingesetzt werden, da die Kupplungen für den Schmalspurbetrieb sowie deren Befestigungsrahmen in den sogenannten Berner Raum hineinragen und damit eine UIC-Zulassung ausschließen. Die Pufferwagen sind allenfalls als Nebenfahrzeuge zugelassen.
Mit dem Rückgang des Rollbockverkehrs wurden auch die meisten Pufferwagen überflüssig, in Deutschland gibt es nur noch wenige museal erhaltene Exemplare. Bei Bahnen, die heute noch Rollböcke einsetzen, ist meistens ein Triebfahrzeug mit den entsprechenden Kupplungseinrichtungen ausgerüstet.